# Montemorelos
Montemorelos är en kommunhuvudort i Mexiko.   Den ligger i kommunen Montemorelos och delstaten Nuevo León, i den centrala delen av landet, 600 km norr om huvudstaden Mexico City. Montemorelos ligger 422 meter över havet och antalet invånare är 37 694.
Terrängen runt Montemorelos är platt. Runt Montemorelos är det ganska glesbefolkat, med 32 invånare per kvadratkilometer. Montemorelos är det största samhället i trakten. Omgivningarna runt Montemorelos är en mosaik av jordbruksmark och naturlig växtlighet.